# Lipovec (gmina Šmarje pri Jelšah)
Lipovec – wieś w Słowenii, w gminie Šmarje pri Jelšah. W 2018 roku liczyła 36 mieszkańców.